# Борг (фільм)
«Борг» (англ. Back to Even) — американський бойовик 1998 року.

## Сюжет
У кримінальному бізнесі борг, який не можна повернути, оплачується кров'ю. У цей смертоносний вир виявився втягнутий рекламний агент Мітч. Виною тому стали його любов до скачок і ризикована ставка, яку він зробив через Бойла, букмекера, обслуговуючого ірландські квартали Нью-Йорка. Тепер, щоб повернути борг — 20 тисяч, яких у нього немає, Мітч повинен виконати «спецзамовлення» Бойла — викрасти в італійської мафії верстат для друкування фальшивих банкнот. У Мітча немає вибору: якщо він не візьметься за «нездійсненне завдання», Бойл його вб'є.

## У ролях
- Лоренцо Ламас — Мітч
- Майкл Паре — Бойл
- Херб Мітчелл — Дес
- Анджела Джонс — Кім
- Бо Брундін — Берні
- Хайді Томас — Арден
- Деніел Куїнн — Рассел
- Роберт Міано — Воланта
- Річард Завалья — Нардуччі
- Крейг Воссон — Сассо
- Віто Д'Амброзіо — Газда
- П'єрріно Маскаріно — Крачет
- Дайан Робін — Конні
- Френк Рівера — Алказар
- Андреа Кім Волкер — Лідія
- Кріс Бірн — газетяр
- Джоді Вуд — газетяр
- Ейлін Паре — Шейла
- Алекс Демір — Скаллі
- Шона Сенд Ламас — медсестра
- Монті Бейн — Джиммі
- Джої Лотіто — друкар
- Джо Карберрі — друкар
- Пауло Тока — оператор
- Карл Страно — доктор